# Ходак (потік)
Ходак (пол. Hodak) — гірський потік в Україні, у Верховинському районі Івано-Франківської області на Гуцульщині. Правий доплив Ільці, (басейн Дунаю).

## Опис
Довжина потоку 4 км, найкоротша відстань між витоком і гирлом — 3,41 км, коефіцієнт звивистості потоку — 1,17. Формується багатьма безіменними гірськими струмками. Потік тече у гірському масиві в Покутсько-Буковинських Карпатах (зовнішня смуга Українських Карпат).

## Розташування
Бере початок на північно-східних схилах гори Кострич (1544,1 м) біля села Великий Ходак. Спочатку тече на південний схід понад горою Костриця (1512,1 м), далі на північний схід і на південній стороні від села Стоїще впадає у річку Ільцю, ліву притоку Чорного Черемошу.

## Цікавий факт
- Біля гирла через село Стоїща проходить автошлях Р24[2].